# スターチャレンジ!!
『スターチャレンジ!!』は、1976年10月7日から1977年3月31日までNET系列局で放送されていたNETテレビ（現・テレビ朝日）製作のクイズ番組である。放送時間は毎週木曜 19:30 - 20:00 （日本標準時）。

## 概要
「予想マン」と呼ばれる5人の解答者たちが、これから出題される珍問を面白おかしく予想。事前にその珍問にチャレンジしているスターは、5人の予想がどの程度的中するのかを楽しむという趣向で行われていた。
初回放送当日付の新聞テレビ欄には「13回の予定」と記載されていたが、最終的に半年にまで延長された。

## 出演者

### 司会
- 土居まさる

### 予想マン
- 近江俊郎
- キャロライン洋子
- 泉アキ
- 団しん也
- このほか、毎回1人のゲストがメンバーに加わっていた。

## 出題された問題
- 松本ちえこと高見山（現・東関親方）の対決
- 白木みのるは風船何個で浮き上がるか?
- キャシー中島の水中洋弓
- ウナギ100匹つかみ取り
- ピンポン玉でゴルフ
- 十勝花子の大声
- ピーターはマッハ文朱を持ち上げられるか?
- 青空球児・好児のスパゲティ食べ
- 月亭八方の大阪城城壁登り
- 千昌夫、アシスタントに和服を着せる
- 林家こん平は何枚の座布団に乗れるか?（『笑点』からイタダキ）
- 月亭可朝の道頓堀でキスもらい
- フォーリーブスの四人五脚ランニング
- 三遊亭小圓遊の顔面洗濯ばさみ責め
- 山本リンダの鍋蓋フリスビー
- 角川博の東京・愛宕山の一心太助風階段登り
- 三笑亭夢之助のロデオ
- レツゴー三匹が銀座1丁目から8丁目まで人力車で走り抜ける
- 獅子てんや・瀬戸わんやが超高層ビルの屋上で漫才